# Alexandru Borbely
Alexandru Borbely (n. 1 ianuarie 1900,  d. 26 august 1987) a fost un fotbalist român, care a jucat pentru echipa națională de fotbal a României la Campionatul Mondial de Fotbal din 1930 (Uruguay) și pentru clubul Belvedere București.